# Plateaux (Gabón)
Plateaux es un departamento de la provincia de Haut-Ogooué en Gabón. En octubre de 2013 presentaba una población censada de 9054 habitantes.
Se encuentra ubicado al este del país, cerca del curso alto del río Ogooué y de la frontera con República del Congo.